# 伊图埃罗德亚萨瓦
伊图埃罗德亚萨瓦，是西班牙卡斯蒂利亚-莱昂萨拉曼卡省的一个市镇。 总面积28平方公里，总人口271人（2001年），人口密度10人/平方公里。